# پاتریک روژیه
پاتریک روژیه (به فرانسوی: Patrick Roegiers) نویسنده و روزنامه‌نگار قرن بیستم میلادی اهل فرانسه است.